# 하니 알물키

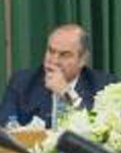

하니 알물키(아랍어: هاني الملقي 1951년 10월 15일 ~ )는 요르단의 정치인이다. 2016년부터 2018년까지 요르단 총리를 지냈다.
| 전임 압둘라 엔수르 | 제41대 요르단의 총리 2016년 6월 1일 ~ 2018년 6월 14일 | 후임 오마르 라자즈 |